# Copelatus variegatus
Copelatus variegatus är en skalbaggsart som beskrevs av Régimbart 1895. Copelatus variegatus ingår i släktet Copelatus och familjen dykare. Inga underarter finns listade i Catalogue of Life.